# Tacaimbó
Tacaimbó is een gemeente in de Braziliaanse deelstaat Pernambuco. De gemeente telt 12.273 inwoners (schatting 2009).